# Walter Zahradnik
Walter Franz Zahradnik (* 23. August 1939 in Rehsdorf, Mährisch Trübau, Reichsgau Sudetenland; † 24. Januar 2024) war ein deutscher Physiker und Hochschullehrer. Von 1987 bis 1999 wurde er für drei Amtsperioden in Folge zum Rektor der Hochschule Furtwangen University (HFU) gewählt. Unter seiner Führung wurde die Außenstelle Schwenningen gegründet.

## Leben und Werk
Walter Zahradnik begann nach acht Jahren Volksschulbesuch 1953 eine Tätigkeit bei der BASF und absolvierte nach einjähriger Probezeit eine Berufsausbildung zum Chemielaboranten. Parallel besuchte er das Abendgymnasium, das er 1958 mit dem Abitur abschloss. Ab 1959 studierte er Physik an der Universität Heidelberg. 1967 schloss er am physikalischen Institut der Universität Heidelberg von Otto Haxel seine Promotion „magna cum laude“ ab. Bis 1970 blieb er als wissenschaftlicher Assistent an der Universität Heidelberg. Danach war er Referatsleiter im Bereich Forschung und Entwicklung im VW-Werk Wolfsburg, bis er einem Ruf an die staatliche Ingenieurschule, später Fachhochschule Furtwangen, folgte. Zunächst war er Dekan und bekleidete weitere Ämter in der Verwaltung, im Technologietransfer und in der Standesvertretung der Hochschullehrer. Von 1983 bis 1985 war Zahradnik Prorektor und von 1987 bis 1999 Rektor der Fachhochschule Furtwangen. Während seiner Amtszeit wurde die Zweigstelle Schwenningen gegründet und zahlreiche zusätzliche Studiengänge eingerichtet. 1999 wurde ihm das Bundesverdienstkreuz am Bande der Bundesrepublik Deutschland verliehen. Walter Zahradnik wurde 2004 pensioniert. Auch nach seiner Dienstzeit blieb er für die Steinbeis-Stiftung für Wirtschaftsförderung B. W. als wissenschaftlicher Gutachter tätig.
Walter Zahradnik heiratete 1969; aus dieser Ehe gingen drei Kinder hervor.

## Publikation
- Untersuchung der Endzustands-Wechselwirkung zwischen Neutron und Proton bei der Kernreaktion 40Ca(d,n)41Sc*3·4%40Ca, Heidelberg, Naturwissenschaftlich- mathematische Fach-Dissertation vom 20. Dezember 1967 OCLC 720423994